# 法比安·鲁塞尔

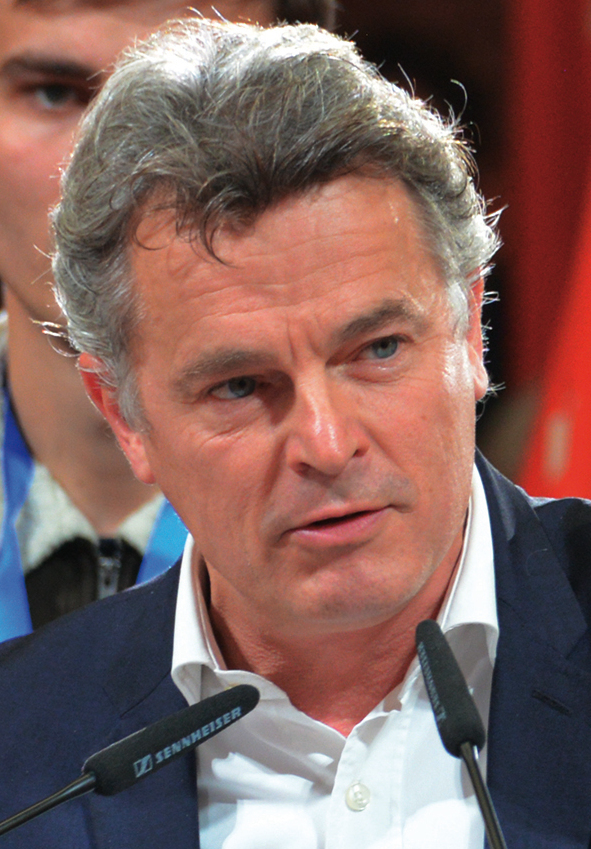
2018年的法比安·鲁塞尔

法比安·鲁塞尔（法語：Fabien Roussel，發音：[fabjɛ̃ ʁusɛl]；1969年4月16日—），法国左翼政治家，法国共产党党员。2017年6月21日，他在北部省第20选区当选法国国民议会议员。2018年11月25日起，任法国共产党全国书记。
2019年7月，鲁塞尔率领的法国共产党代表团一行访问中国，会见了中共中央宣传部部长黄坤明和发改委区域开放司负责人、推进“一带一路”建设工作领导小组办公室综合组组长肖渭明，并参观考察了上海市静安区临汾路街道社区党建服务中心。中国是鲁塞尔当选法共全国书记后出访的首个欧洲以外国家。